# Metáfora muerta
Una metáfora muerta es una figura retórica que ha perdido la imaginería original de su significado debido al uso extenso, repetitivo y popular, o porque se refiere a una tecnología obsoleta o una costumbre olvidada. Puesto que las metáforas muertas tienen un significado convencional que difiere del original, pueden entenderse sin conocer su connotación anterior.

## Descripción
Las metáforas muertas son generalmente el resultado de un cambio semántico en la evolución de un lenguaje,  un proceso llamado literalización de una metáfora.  A menudo se hace una distinción entre aquellas metáforas muertas cuyos orígenes son completamente desconocidos para la mayoría de las personas que las utilizan (como la palabra "avión", lo cual significaba "pájaro conocido") y aquellas cuya fuente es ampliamente conocida o cuyo simbolismo se comprende fácilmente pero no se piensa a menudo en ellas ("colgar el teléfono").
De igual modo, la aplicación metafórica de larga data de un término puede perder su calidad metafórica y pasar a denotar simplemente una aplicación más amplia del término. Las alas de un avión ya no parecen referirse metafóricamente a las alas de un pájaro; más bien, el término "ala" se amplió para incluir seres no vivos. De manera similar, las patas de una silla ya no son una metáfora sino una ampliación del término "pata" para incluir cualquier pilar de soporte.
Existe un debate entre los eruditos de la literatura sobre si las llamadas "metáforas muertas" están muertas o son metáforas. El estudioso de la literatura RW Gibbs señaló que para que una metáfora esté muerta, necesariamente perdería las cualidades metafóricas que comprende. Sin embargo, estas cualidades aún persisten. Una persona puede entender la expresión "virus informatica" incluso si nunca ha encontrado esa variante de la palabra "virus". El filósofo analítico Max Black argumentó que la metáfora muerta no debería considerarse una metáfora en absoluto, sino clasificarse como un elemento de vocabulario separado. 

## Ejemplos
- ¡Corten! (en película)
- Metraje (en película)
- Guantera
- Boca arriba
- Colgar el teléfono
- Tres hojas al viento (se refiere a un velero sacudido por una tormenta)
- Código de parcheo (se refiere a cinta de papel)
- Rebobinar (en referencia a la cinta magnética )
- Sube la ventana
- Suena como un disco atascado
- Grabar algo
- Antro
- Villano
- Avion
- Azafata